# Saillon
Saillon (hist. Schellon) – miasto i gmina (commune) w południowej Szwajcarii, w kantonie Valais, w okręgu (district) Martigny. Leży nad Rodanem.

## Demografia
W Saillon mieszka 2 859 osób. W 2021 roku 19,6% populacji gminy stanowiły osoby urodzone poza Szwajcarią. 

## Transport
Przez teren miasta przebiega autostrada A9. 